# The Count of Monte Cristo (filme de 1934)
The Count of Monte Cristo (bra O Conde de Monte Cristo) é um filme de aventura estadunidense de 1934, dirigido por Rowland V. Lee para a distribuição de United Artists. O roteiro adapta o romance homônimo de 1844 de autoria de Alexandre Dumas, pai. Foi a primeira adaptação cinematográfica sonora, tendo sido precedido de cinco versões do cinema mudo.

## Elenco
- Robert Donat...Edmond Dantes / Conde de Monte Cristo
- Elissa Landi...Mercedes de Rosas
- Louis Calhern...Raymond de Villefort Jr.
- Sidney Blackmer...Fernand Mondego, Conde de Mondego
- Raymond Walburn...Barão Danglars
- O. P. Heggie...Abade Faria
- Irene Hervey...Valentine de Villefort
- Georgia Caine...Madame de Rosas, mãe de Mercedes
- Lawrence Grant...de Villefort Sr.
- Luis Alberni...Jacopo, assistente de Dantes
- Douglas Walton...Albert Mondego

## Sinopse
A história começa em 1815, quando um navio mercante francês para em Elba e o capitão recebe uma carta do exilado Napoleão para ser entregue a seguidores dele em Marseille. O capitão adoece e o primeiro oficial, Edmond Dantès, assume o comando. Durante uma tempestade, o capitão morre mas antes entrega a carta com as instruções a Dantes, que não sabe do que se trata. Em Marseille, o magistrado local Raymond de Villefort, Jr. é avisado por um espião, o segundo oficial Danglars, e Dantes e o receptor da carta são presos. Villefor, Danglars e o amigo de Dantes, Mondego, se unem para enviar o marinheiro para a prisão sem julgamento. O magistrado quer evitar que ele identifique o receptor da carta de Napoleão, o próprio pai Raymond de Villefort, Sr.. Danglars quer assumir o comando do navio e Mondego quer evitar que Dantes se case com Mercedes de Rosas, com o apoio da mãe dela. O prisioneiro é levado para a prisão de Château d'If, onde o carcereiro corrupto recebe instruções para que o mantenha incomunicável. Quando Napoleão reassume o poder, Dantes tem esperança de ser liberto mas Villefort assina um falso atestado de óbito, registrando que ele fora morto ao tentar escapar. Pressionada pela mãe, Mercedes se casa com Mondego.
Oito anos de confinamento depois, Dantes conhece o brilhante Abade Farias, que possui um plano para escapar da prisão. Após mais vários anos, Dantes consegue fugir da prisão. E com a educação e a fortuna que recebera do Abade (advinda do "Tesouro de Spada"), que falecera antes de se libertar, ele prepara sua vingança contra todos aqueles que arruinaram sua vida, assumindo a nova identidade de Conde de Monte Cristo.[carece de fontes?]

## Produção
Foi o terceiro filme do produtor Edward Small realizado para a United Artists. Fredric March era a primeira escolha para o papel-título. Posteriormente Robert Donat entrou para o elenco com o apoio de um financiamento internacional negociado por Joseph Schenck da United Artists.
O diretor Rowland V. Lee e o dramaturgo Dan Totheroh tinham escrito uma adaptação baseada no romance. Totheroh tinha ido para Nova York daí Edward Small contratou Philip Dunne, então um promissor roteirista, para compor os diálogos. De acordo com Dunne foram mantidos apenas sete palavras de  Dumas nos diálogos: "O mundo é meu!" dito por Edmund Dantes quando ele descobre o tesouro, e "um, dois, três" quando ele enumera seus inimigos. As filmagens começaram em maio de 1934.

## Diferenças em relação ao livro
O filme muda grandes detalhes da história. Personagens proeminentes do livro como Bertuccio, Caderousse, Franz D'Épinay, Andrea Cavalcanti, Louise d’Armilly, Eugénie Danglars, Maximilian Morrel, Edouard de Villefort e Heloise de Villefort foram omitidos. O papel de Haydee foi reduzido para duas breves aparições, e o envolvimento dela com Monte Cristo não é referido.
No livro, Dantes e Mercedes não recomeçam a relação. Danglars e Fernand traem Dantes anonimamente via carta e não pessoalmente, e Dantes descobre sobre as ações deles apenas na prisão. Mercedes era filha de um pescador, não de uma família rica como sugerido no filme, e não havia menção de que a mãe dela se opusesse ao casamento com Dantes. Monte Cristo e Fernand não se enfrentam num duelo de espadas. Monte Cristo não é levado a julgamento, como visto no final do filme. E foi Villefort e não Danglars que enlouquece.[carece de fontes?]

## Recepção, sequências e refilmagens
O filme foi muito popular — Philip Dunne disse que "propiciou a Eddie Small ganhar uma fortuna quase tão grande quanto a do Tesouro de Spada". Uma sequência, The Son of Monte Cristo, foi anunciada quase que imediatamente mas só foi produzida muitos anos depois. Em 2006 no filme de suspense e política V for Vendetta, adaptação de uma graphic novel do mesmo nome, o anarquista protagonista V refere-se a The Count of Monte Cristo como o filme favorito dele.
O filme teve duas sequências: The Son of Monte Cristo (1940) e The Return of Monte Cristo (1946). The Count of Monte Cristo foi relacionado como um dos dez melhores filmes de 1934 pela National Board of Review of Motion Pictures.[carece de fontes?] Adaptações subsequentes do romance foram lançadas em 1943, 1954, 1961, 1975 e 2002.